# Bomberman
Bomberman (auch in der Schreibweise Bomber Man), auf manchen Plattformen Dynablaster (oder Dyna Blaster) und in Nordamerika auch Atomic Punk, ist ein labyrinthartig aufgebautes Computerspiel, welches ursprünglich von Hudson Soft entwickelt wurde. Seit der Übernahme von Hudson durch Konami liegen die Rechte an der Reihe bei Konami. Ziel des Spiels ist es, durch geschickte Platzierung von Bomben alle Hindernisse und Gegner zu überwinden.

## Spielprinzip
In der klassischen Variante besteht das Spielfeld aus einer Anordnung von zerstörbaren und unzerstörbaren Wänden. Durch das Legen von Bomben können somit immer mehr Bereiche des Spielfelds erschlossen werden. Hinter einigen Wänden verstecken sich Bonusgegenstände. Die wichtigsten, die in nahezu jeder Version vorkommen, sind die Bombe, mit ihr erhält der Spieler die Möglichkeit, eine zusätzliche Bombe zeitgleich zu legen (maximal 8). Eine Flamme erhöht die Reichweite einer Bombe um ein Feld. Zudem gibt es sogenannte Megabomben, Minen oder ferngesteuerte Bomben. In manchen Versionen gibt es als Powerup einen Handschuh, der es Bomberman ermöglicht, Bomben aufzunehmen und zu werfen. Je nach Version kann man entweder mit einem Boxhandschuh oder mit einem Fuß (Bombenkick-Item) Bomben bis zur nächstgelegenen Wand wegstoßen.
Die Explosion wird durch Feuerstrahlen in alle vier Richtungen des zweidimensionalen Raums dargestellt und bringt andere Bomben (falls sie durch die Sprengkraft erreicht werden) zur sofortigen Zündung, was gewisse Taktiken ermöglicht und erfordert. In den meisten Spielversionen muss der Spieler sich innerhalb einer bestimmten Zeit zum Ausgang begeben. Dieser ist innerhalb der zerstörbaren Wände versteckt. Er kann erst betreten werden, nachdem alle Gegner zerstört wurden.
Ein beliebter Spielmodus von Bomberman ist auch der Mehrspielermodus, in welchem alle Mitspieler besiegt werden müssen.
Eine wichtige Ausnahme von diesem Spielprinzip sind das Jump ’n’ Run Bomberman Hero für den N64 und andere Ableger wie das Rennspiel Bomberman Fantasy Race oder die Minispielsammlung Bomberman Land.

## Kommerzielle Titel

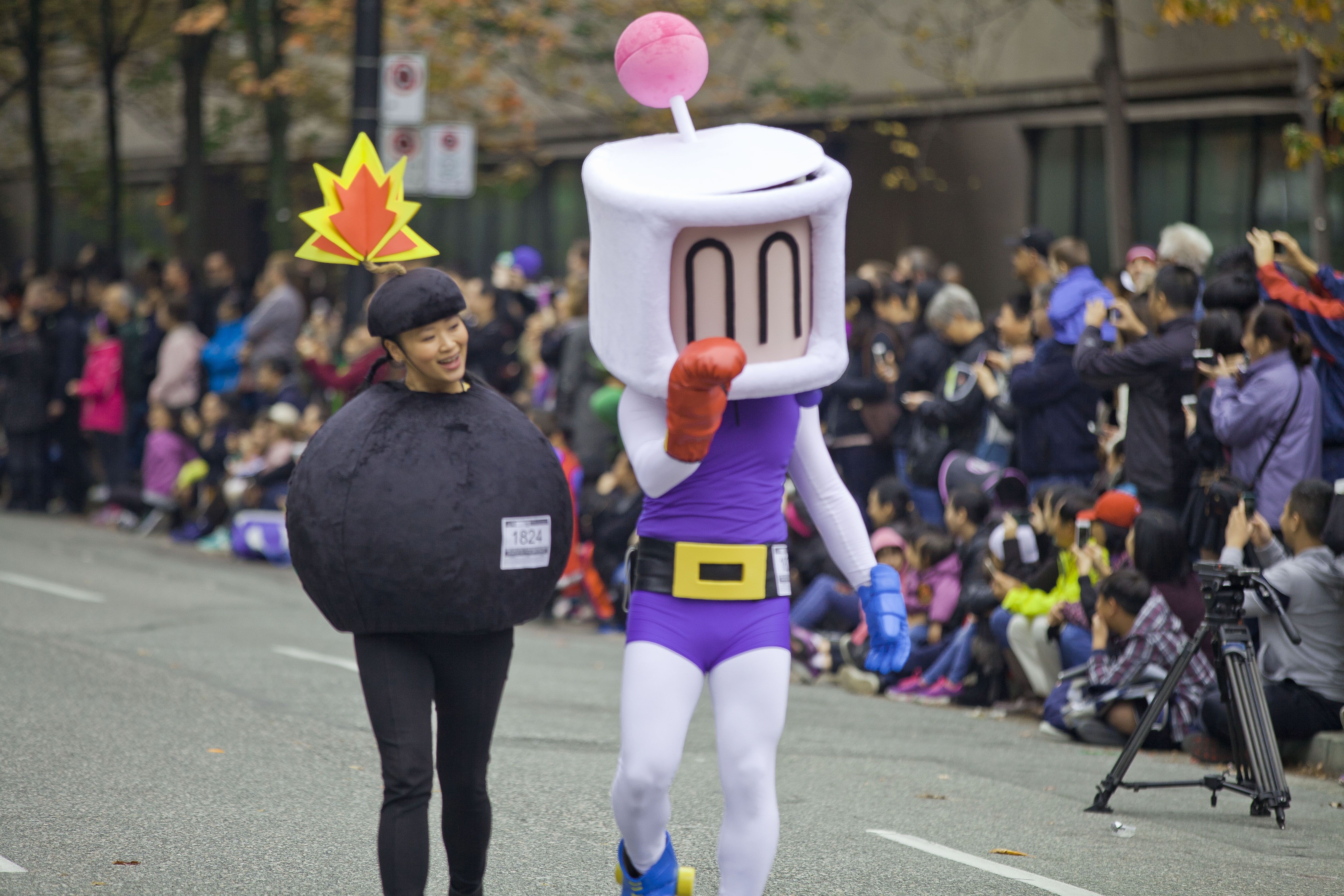
Cosplay von Bomberman bei einer Halloween-Parade 2015.

Anmerkung: Hier werden nur offizielle Bomberman-Spiele aufgelistet.
- Bomberman (Eric and the Floaters in Europa) – 1983 für das MSX und Sinclair ZX Spectrum
- Bomberman – 1987 für das NES
- Bomberman II (Dynablaster in Europa) – 1992 für das NES
- Bomberman '93 – 1992 für Turbo Grafx (USA und Japan), 2006 auch für die Virtual Console
- Bomberman '94 – 1993 für PC Engine (nur in Japan), Sega Mega Drive (USA und Japan)
- Bomberman (in Europa unter dem Titel Dynablaster erschienen) – 1991 für den Game Boy, Amiga, Atari ST, X68000 TurboGrafx-16 und PC (MS-DOS)
- Super Bomberman – 1993 für das SNES
- Super Bomberman 2 – 1995 für das SNES
- Super Bomberman 3 – 1995 für das SNES
- Mega Bomberman – 1995 für das Sega Mega Drive
- Saturn Bomberman – 1996 für den Sega Saturn
- Super Bomberman 4 – 1996 für das SNES (nur in Japan erschienen)
- Super Bomberman 5 – 1997 für das SNES (nur in Japan erschienen)
- Neo Bomberman – 1997 für Neo Geo
- Bomberman Max – 1999 für den Game Boy Color
- Wario Blast (Kreuzung, in Japan nur als Bomberman GB veröffentlicht) – 1994 für den Game Boy
- Atomic Bomberman – 1997 für Windows 95
- Bomberman 64 – 1997 für das Nintendo 64
- Bomberman World – 1998 für die Playstation
- Bomberman 64: The Second Attack – Japan: 3. Dezember 1999 // USA: 28. Mai 2000 // In Europa nicht erschienen! – Erhältlich nur für Nintendo 64 (1–2 Spieler im Adventure Modus; 1–4 Spieler im Battle Modus)
- Bomberman – 1999 für die Playstation
- Bomberman Fantasy Race – 1999 für die Playstation, 2010 für PlayStation 3 (PlayStation Store)
- Bomberman Hero – 1998 für das Nintendo 64
- Bomberman Online – 2001 für den Dreamcast
- Bomberman Tournament – für den Game Boy Advance
- Bomberman Kart – 2001 für die Playstation 2
- Bomberman Max 2 – 2003 für den Game Boy Advance
- Bomberman Generation – 2002 für den Nintendo GameCube
- Bomberman Jetters – 2004 für den Nintendo GameCube und Game Boy Advance
- Bomberman (EU, 07/23/04) – Für das Nokia N-Gage
- Bomberman – 2004 für den Game Boy Advance
- Bomberman Kart DX – 2004 für die Playstation 2
- Bomberman – 2005 für den Nintendo DS
- Bomberman Hardball – 2005 für die PlayStation 2
- Bakufuu Sentai Bomberman – 2006 für die PlayStation Portable (nur in Japan erschienen)
- Bomberman: Act Zero – 2006 für Xbox 360
- Bomberman – 2007 für PlayStation Portable
- Bomberman Land Touch – 2007 für den Nintendo DS
- Bomberman Live – 2007 für Xbox 360 (Xbox Live Arcade)
- Bomberman Story DS – 2008 für den Nintendo DS
- Bomberman Land Touch 2 – 2008 für den Nintendo DS
- Bomberman Land – 2008 für die Nintendo Wii und PlayStation Portable
- Bomberman Touch – The Legend of Mystic Bomb – 2008 für das iPhone
- Bomberman Blast – 2008 für die Nintendo Wii (Wii Ware)
- Bomberman 2 – 2009 für den Nintendo DS
- Bomberman Ultra – 2009 für PlayStation 3 (PSN Store)
- Bomberman Live: Battlefest – 2009 für Xbox 360 und PlayStation 3 (PSN Store)
- Bomberman Blitz – 2009 für den Nintendo DSi (DSiWare)[2]
- Super Bomberman R – 2017 für Nintendo Switch, 2018 für PlayStation 4, Xbox One und Windows.
- Super Bomberman R Online – 2020 für Google Stadia, 2021 für PlayStation 4, PlayStation 5, Xbox One, Xbox Series, Nintendo Switch und Windows.[3]

## Kommerzielle Varianten von Drittherstellern
- BomberFUN – 2003 für Windows
- Bomberfun Tournament – 2005 für Windows, mit GameSpy-Unterstützung
- Bomberland – 2013 für C64 (5-Spieler Modus)
- Cheeky Twins II – 1994 für C64
- Bomb Mania – 1997 für C64 (4-Spieler Modus)

## Nichtkommerzielle Varianten
- Bomb Attack
- BomberClone – für Windows + Linux und Sourcecode
- BDude – für TI Voyage 200
- Bomberkids – für TI83/83+/83+SE/84+/84+SE
- XBlast
- BomberPengu – Online Game, auf vielen kostenlosen Spieleseiten zu finden
- Clanbomber – für Windows und Linux
- Bombermaaan – sehr nahe am Original, für Windows und Linux, Sourcecode vorhanden[4]
- Bomberman World Online  – Onlinevariante von Bomberman (ähnlich Atomic Bomberman)
- Bombic  – eine Bombervariante mit Story, bis zu 4 Spieler möglich
- Granatier – Bomberman aus der KDE Software Compilation
- Megablasters – eine Bomberman Variante mit Story- und 4-Spieler Modus für den 8-Bit Computer Amstrad / Schneider CPC
- Bombzone – für Windows
- Bombzone refueled – für Windows + Mac + Linux
- MasterBlaster 2006 – Downloadspiel für Windows: fast alle Parameter sind einstellbar / Versionen seit 1994; ursprünglich für den Amiga
- Dynablaster Revenge – 2014 für Windows + Linux, 1. Platz bei Revision (Demoparty) 2014[5]
- Barrel Man – für Windows
- ESDBomber – Multiplayer für Windows + Linux (Open Source)

## Rezeption
Bomberman sei schlicht, ergreifend zeitlos und entwickle eine hohe Spielspaß-Kraft. Das durchdachte Spielprinzip funktioniere vor allem im Mehrspielermodus.